# Bras-d'Apic
Pour les articles homonymes, voir Apic.
Bras-d'Apic est un hameau du Québec situé dans les limites de la municipalité de Saint-Cyrille-de-Lessard. Le hameau se forme à partir du début du XXe siècle à l'intersection du chemin de fer Transcontinental et du chemin Arago qui est alors l'ancêtre de l'actuelle route 285. La gare et le bureau de poste, prennent tous les deux le nom de Bras-d'Apic, le nom rappelant la rivière du même nom qui coule à l'ouest du hameau. 
Vers 1916, une mission catholique est ouverte sous le patronage de saint Robert, le nom rappelle monseigneur Robert Lagueux qui était le bienfaiteur de la mission. En 1917, s'amorce la construction de l'école-chapelle de Bras-d'Apic qui est le seul bâtiment communautaire qui rappelle l'importance du centre ferroviaire qu'était Bras-d'Apic au début des années 1900, elle a été classée immeuble patrimonial par le ministère de la Culture et des Communications le 30 septembre 1982. En effet, le hameau comptait entre autres un magasin général, un hôtel et une scierie. 
En 1925, le hameau compte une population de 123 personnes, l'endroit compte aujourd'hui une très faible population permanente, il ne reste en effet qu'une vingtaine de bâtiments.
À partir de 1967, la population décroit de plus en plus, le bureau de poste qui était ouvert depuis 1908 ferme ses portes. L'ancienne gare de Bras-d'Apic finit par perdre toute son utilité lorsque le tronçon Monk du chemin de fer Transcontinental fut démantelé en 1986.

## Situation géographique
Pour se rendre à Bras d'Apic depuis Québec, il suffit d'emprunter l'autoroute 20 en direction Est jusqu'à la sortie 400 L'Islet et de continuer vers le sud sur la route 285 au-delà de Saint-Cyrille-de-Lessard. De Québec, il faut compter environ une heure trente pour se rendre à Bras d'Apic.

## Référence
1. 1 2  « Fiche descriptive », sur www.toponymie.gouv.qc.ca (consulté le 1er août 2017)
2. ↑  Répertoire du patrimoine culturel du Québec
3. ↑  « École-chapelle de Bras-d'Apic -                            Répertoire du patrimoine culturel du Québec », sur www.patrimoine-culturel.gouv.qc.ca (consulté le 1er août 2017)
4. ↑  Hormisdas Magnan, Dictionnaire historique des paroisses, missions et municipalités de la province de Québec, Arthabaska, L'Imprimerie d'Arthabaska Inc., 1925, p. 660, 661